# ماركوس كوفمان
ماركوس كوفمان (بالإنجليزية: Marcus M. Kaufman) هو قاضي ومحامي أمريكي، ولد في 19 يونيو 1929 في نورفولك في الولايات المتحدة، وتوفي في 26 مارس 2003 في سان فرانسيسكو في الولايات المتحدة.